# Кристина Дод
Кристина Дод (на английски: Christina Dodd) е американска писателка на произведения в жанра исторически, съвременен и паранормален любовен роман и романтичен трилър.

## Биография и творчество
Кристина Дод е родена на 14 юли 1957 г. в Айдахо. Тя е най-малката от трите дъщери в семейството. Баща ѝ умира преди нейното раждане. Майка им започва работа, за да издържа децата си, но не изоставя любовта си към четенето на книги, което предава и на дъщеря си.
Дод завършва колеж в Бойзи, където среща съпруга си Скот. След колежа започва работа като чертожник в инженерна фирма за обработка на дървен материал. Тя не изоставя мечтата си да бъде писател и в свободното си време прави опити да пише по сюжети на прочетени от нея романтични книги. След раждането на първата си дъщеря през 1980 г. решава да пише любовни романи. В следващите 10 години написва три романа. В продължение на 5 години работи на непълно работно време в независима книжарница. Там има възможност от разговорите си с клиентите да разбере какво обичат четат.
През 1992 г. излиза първият ѝ исторически любовен роман „Светлина в мрака“. Той е приет много добре от критиката и читателите, става бестселър и е удостоен с престижната награда РИТА на Асоциацията на писателите на любовни романи на Америка. След нея тя напуска работата си и се посвещава на писателската си кариера.
Сюжетите на романите ѝ често са за „бедна, но решителна, жена, която въпреки несгодите се мъчи да поеме контрола но живота си и винаги печели“, като е вдъхновена за тях от примера на своята майка. Включва в тях и много хумор.
През 1996 г. преминава към издателство „Авон“, което ѝ позволява да включва в произведенията си по-откровени любовни сцени. Първата книга издадена там е „A Well Pleasured Lady“.
През 2003 г. започва да пише в жанра съвременен любовен роман, а през 2007 г. и в паранормален любовен роман.
Произведенията на писателката много често са в списъците на бестселърите. Те са преведени на 25 езика и са издадени в над 15 милиона екземпляра по света. Освен наградата РИТА има и многобройни номинации и за други награди. През 1997 г. е удостоена с награда за цялостно творчество за нейните средновековни исторически любовни романи, а през 2001 г. и за регентските исторически любовни романи, от списание „Romantic Times“.
Кристина Дод живее със семейството си в Сиатъл, щат Вашингтон.

## Произведения

### Самостоятелни романи
- Lady in Black (1993)
- The Greatest Lover in All England (1994)
- Virtue Falls (2014)

### Серия „Моят Първи“ (My First)
1. Candle in the Window (1992) – награда РИТА
Светлина в мрака, изд.: ИК „Бард“, София (1994), прев. Лилия Божкова, Георги Стоянов
2. Castles in the Air (1994)

### Серия „Моят единствен“ (My Stand Alone)
1. Treasure of the Sun (1992)
2. Priceless (1992)
3. Outrageous (1994)
Гняв: Една история за войната на розите, изд.: ИК „Бард“, София (1995), прев. Августина Николова
4. Move Heaven and Earth (1996)
5. That Scandalous Evening (1998)

### Серия „Рицар“ (Knight)
1. Once a Knight (1996)
2. A Knight to Remember (1997)

### Серия „За удоволствие“ (Well Pleasured)
1. A Well Pleasured Lady (1997)
2. A Well Favored Gentleman (1998)
Вещицата, изд. „СББ Медиа“ (2015), прев. Ивайла Божанова

### Серия „Принцеси“ (Princess)
1. The Runaway Princess (1999)
Изчезналата принцеса, изд.: ИК „Ирис“, София (2010), прев. Павел Боянов
2. Someday My Prince (1999)

### Серия „Гувернантките“ (Governess Brides)
1. Rules of Surrender (2000)
Правилата на капитулацията, изд.: ИК „Ирис“, София (2008), прев. Ваня Пенева
2. Rules of Engagement (2000)
3. Rules of Attraction (2001)
4. In My Wildest Dreams (2001)
5. Lost in Your Arms (2002)
Загубена в твоите обятия, изд.: ИК „Ирис“, София (2010), прев. Ваня Пенева
6. My Favorite Bride (2002)
Моята любима годеница, изд.: ИК „Ирис“, София (2008), прев. Павел Боянов
7. My Fair Temptress (2005)
8. In Bed with the Duke (2010)
9. Taken by the Prince (2011)
10. A Pirate's Wife For Me (2015)

### Серия „Имало едно време една възглавница“ (Once Upon a Pillow)
1. The Bed is Unmade и The Bed Wins All в Once Upon a Pillow (2002) – сборник с Кони Брокуей
2. Kidnapped (2013)

### Серия „Изгубено тексаско сърце“ (Lost Texas Heart)
1. Just the Way You Are (2003)
Такава каквато си, изд. „Ергон“ (2014), прев. Мирела Стефанова
2. Almost Like Being in Love (2004)
Почти влюбени, изд. „Ергон“ (2014), прев. Диана Райкова
3. Close to You (2005)
Близо до теб, изд. „Ергон“ (2015), прев. Диана Райкова

### Серия „Разменени места“ (Switching Places)
1. Scandalous Again (2003)
Още един скандал, изд.: ИК „Ирис“, София (2009), прев. Павел Боянов
2. One Kiss from You (2003)
Твоята целувка, изд.: ИК „Ирис“, София (2009), прев. Павел Боянов

### Серия „Изгубени принцеси“ (Lost Princesses)
1. Some Enchanted Evening (2004)
Вълнуващи нощи, изд.: ИК „Ирис“, София (2010), прев. Ваня Пенева
2. The Barefoot Princess (2006)
3. The Prince Kidnaps a Bride (2006)
Принцът се жени, изд.: ИК „Ирис“, София (2009), прев. Павел Боянов

### Серия „Зестрогонец“ (Fortune Hunter)
1. Trouble in High Heels (2006)
Бедствие на високи токчета, изд. „Ергон“ (2011), прев. Павел Боянов
2. Tongue In Chic (2007)
Внимавай в картинката, изд. „Ергон“ (2011), прев. Диана Райкова, Цветелина Тенекеджиева
3. Thigh High (2008)
Съблазън, изд. „Ергон“ (2012), прев. Диана Райкова
4. Danger in a Red Dress (2009)
Опасност в червена рокля, изд. „Ергон“ (2012), прев. Диана Райкова

### Серия „Избор на тъмно“ (Darkness Chosen)
1. Scent of Darkness (2007)
2. Touch of Darkness (2007)
3. Into the Shadow (2008)
4. Into the Flame (2008)

- Wilder Family Halloween (2012)

### Серия „Избраните“ (Chosen Ones)
1. Storm of Visions (2009)
2. Storm of Shadows (2009)
3. Chains of Ice (2010)
4. Chains of Fire (2010)
5. Wilder (2012)

- Stone Angel (2014) – с Одри Шоу

### Серия „Измама в Бела Тера“ (Bella Terra Deception)
1. Secrets of Bella Terra (2011)
2. Revenge at Bella Terra (2011)
3. Betrayal (2012)

### Серия „Виртюе Фолс“ (Virtue Falls)
- The Listener (2014)

1. Virtue Falls (2014)
2. The Relatives (2015)
3. Obsession Falls (2015)

### Новели
- The Smuggler's Captive Bride (2012)
- Wild Texas Rose (2012)
- Last Night (2013)

### Сборници
- „Wild Tehas Rose“ в Tall, Dark, and Dangerous (1994) – с Катрин Андерсън и Сюзън Сайзмор
- „The Lady and the Tiger“ в One Night With a Rogue (1995) – с Кимбърли Кейтс, Дебора Мартин и Ан Стюарт
- „Under the Kitt“ в Scottish Brides (1999) – със Стефани Лорънс, Джулия Куин и Карън Рейни
- „The Lady and the Tiger“ в My Scandalous Bride (2004) – със Селесте Брадли, Лесли Лафой и Стефани Лорънс
- „The Thurd suitor“ в Hero, Come Back (2005) – с Елизабет Бойл и Стефани Лорънс
- Family Secrets (2014) – с Никол Бърнъм и Емили Марч